# Чёрный крайт
Чёрный крайт, или чёрный бунгарус (лат. Bungarus niger) — вид змей из семейства аспидов, обитающий в Азии.

## Описание
Общая длина колеблется от 80 см до 1,3 м. Голова небольшая, плоская, слабо отграничена от туловища. Глаза маленькие. Туловище коренастое с гладкой чешуёй. Наделены 216—231 брюшными и 47—57 подхвостовыми щитками. Окраска одноцветная — чёрная.
Яд наделён нейротоксином и миотоксинами, очень опасен для жизни человека.

## Образ жизни
Населяет лесную местность, горы. Встречается на высоте до 1500 м над уровнем моря. Активен ночью, питается мелкими млекопитающими, змеями, ящерицами, лягушками, рыбой.

## Размножение
Это яйцекладущая змея. Самка откладывает до 10 яиц.

## Распространение
Обитает в Индии (штаты Ассам, Сикким, Аруначал-Прадеш, Уттаракханд), а также в Непале, Бангладеш, Бутане.